# Universidade de Montevidéu

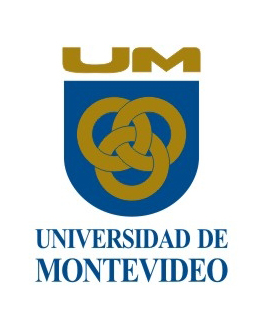
Logo Universidade de Montevidéu

A Universidade de Montevidéu (em espanhol Universidad de Montevideo) é uma instituição de ensino superior particular localizada em Montevidéu, Uruguai. Foi inaugurada em 1986, mas obteve o título legal de universidade em 1997.